# John Norton (athlétisme)
Pour les articles homonymes, voir John Norton.
John Kelley Norton (né le 16 avril 1893 à Santa Clara et décédé le 28 décembre 1979 à New York) est un athlète américain spécialiste du 400 mètres haies. Affilié à l'Olympic Club San Francisco, il mesurait 1,83 m pour 93 kg.

## Biographie

### Palmarès
| Date | Compétition           | Lieu   | Résultat | Performance |
| ---- | --------------------- | ------ | -------- | ----------- |
| 1920 | Jeux olympiques d'été | Anvers | 2e       | 54 s 6      |

### Records
| Épreuve          | Performance | Lieu | Date |
| ---------------- | ----------- | ---- | ---- |
| 400 mètres haies | 53 s 1      |      | 1921 |